# Tarzan di gomma
Tarzan di gomma (Gummi Tarzan) è un film del 1981 diretto da Søren Kragh-Jacobsen.

## Trama
Ivan Olsen è un bambino gracile e timido di otto anni che vive in un anonimo quartiere residenziale di Copenaghen. La mamma, la sig.ra Olsen, è un’infermiera e casalinga ossessionata dalle pulizie domestiche mentre il padre, il sig. Torkild Olsen, impiegato del centro meccanografico comunale, è un finto spavaldo appassionato di fumetti tra i quali predilige in assoluto Tarzan. Entrambi i genitori, inconsciamente, cercano di mitigare la personalità particolarmente sensibile e fantasiosa del ragazzino. L’ambiente scolastico non è inoltre dei migliori, un gruppo di bulli prende spesso di mira Ivan con scherzi e violenza psicofisica. Se ciò non bastasse, il maestro di scuola, seppur diligente e paziente, non riesce a comprendere che le difficoltà scolastiche di Ivan dipendono dalla dislessia, problema rappresentato nel film attraverso alcune frasi che si spostano nel libro di lettura danzando tra loro.
Non curante dei consigli del padre che, oltre ad umiliarlo con nomignoli quali “tartan di gomma” e “pappamolle”, lo sprona ad affrontare il bullismo, e quindi chi lo picchia, rispondendo a sua volta con la violenza, Ivan sopporta il grigiore delle giornate rifugiandosi al porto per giocare in solitudine con il suo aquilone. Qui fa casualmente conoscenza con Ole, un operaio addetto alla manovra di una grandissima autogrù da carico per i container.
Tra il bambino e l’operaio s’istaura una profonda amicizia. Ole sembra essere l’unico adulto a comprendere la delicata personalità di Ivan, spronandolo, non a parole ma con azioni concrete, a credere in se stesso e quindi ad affrontare la vita quotidiana con maggiore serenità, coraggio, senso pratico e civico, senza tuttavia smorzare sul nascere i sogni del giovane, anzi incoraggiandolo proprio a sognare. Ole insegna al piccolo Ivan anche a guidare e a manovrare la grossa grù da carico. Dopo l’ennesima giornata di soprusi e bullismo, il piccolo protagonista si rifugia all’interno di un vecchio container abbandonato in riva al mare, qui sogna di essere un supereroe chiamato “Gummi Tarzan” e di vendicarsi di tutte le angherie subite da adulti e compagni di scuola. "Risvegliatosi" dal sogno ad occhi aperti, Ivan si ritrova nuovamente nella triste realtà quotidiana; riesce tuttavia in extremis a farsi valere dimostrando ai ragazzi che lo perseguitano di essere in grado di guidare da solo la grande grù di Ole lasciandoli a bocca aperta. Il giorno del compleanno di Ivan nessuno sembra ricordarsene, ne il maestro di scuola, ne i compagni di classe, ad eccezione naturalmente di Ole e dei genitori i quali organizzano per lui una festa alla quale Ivan invita il suo unico vero amico, l’operaio del porto. Lo stesso Ole, per festeggiare Ivan, regala allo stesso e alla sua famiglia una gita in barca su un’isoletta e qui, l’umile ma saggio personaggio dona una grande lezione di vita anche al signor e alla signora Olsen facendo comprendere finalmente ai due genitori che il rispetto per le attitudine proprie del figlio va di pari passo con una buona educazione.

## Distribuzione
Il film è stato doppiato in lingua italiana prima della distribuzione ad opera delle Edizioni San Paolo per uso scolastico e didattica. Nessun passaggio cinematografico o televisivo è avvenuto in Italia. Tra il 1983 ed il 1988 è stato distribuito in pellicola alle scuole elementari e medie per uso esclusivamente didattico avendo come tema centrale il difficile rapporto tra adulti e ragazzi e il bullismo negli ambienti giovanili. L’ultima edizione in VHS commercializzata dalle San Paolo Audiovisivi risale ai primi anni ’90, di seguito i diritti italiani non sono stati rinnovati.